# Време смрти (ТВ серија)
Време смрти је српска драмска телевизијска серија чији је творац Горан Шушљик. Представља адаптацију истоименог романа Добрице Ћосића и наставак серија Корени и Време зла. Сценарио за прву сезону (епизоде 1–15) потписује Сања Савић Милосављевић, а за другу (епизоде 16–31) Ђорђе Милосављевић. 
Серија је снимана од маја 2022. до јуна 2023. године на неколико стотина локација на целој територији Србије: Космај, Ваљево, Панчево, Долово, Љубовија, обала Дрине, Мокра Гора, Зрењанин, Књажевац, Неготин, Сувобор, Београд, Ниш, Горњи Рачник код Јагодине итд. и ова серија представља један од највећих продукцијских подухвата урађених на овим просторима.
Првих 15 епизода серије постало је доступно за гледање уз доплату у ЕОН видео клубу 20. фебруара 2024. године, а премијерно емитовање на телевизији Нова 4. марта 2024. Наредних 15 епизода серије биће доступно за гледање на исти начин од 2. децембра 2024. године,  а премијерно емитовање на телевизији Нова 16. децембра 2024.

## Радња
Радња серије прати Први светски рат и осликава широку фреску времена и људских судбина и прати најдраматичније и најузбудљивије догађаје одигране на овим просторима. 
Јунаци Времена смрти нису само чувене војсковође и политичари који су водили земљу у вероватно најкомплекснијој историјској позицији мале Србије, већ многобројне узбудљиве судбине наизглед обичног човека у застрашујућим околностима.
Након пуцња Гаврила Принципа на аустроугарског престолонаследника Франца Фердинанда у Сарајеву започиње ратна епопеја која је заувек променила ток историје али и довела Србију пред трагичан избор. Капитулација и губитак идентитета и државе и народа или отпор несагледиво већем и снажнијем непријатељу. Ово је прича о људима који покушавају да се одбране и сачувају оно у шта верују да мора да се сачува; достојанство и вољу да преживи. Међу главним јунацима, осим чланова породице Катић, јављају се бројне историјске личности попут Живојина Мишића, Николе Пашића и регента Александра Карађорђевића.
У касну јесен 1914, у селу Прерову, одакле потичу главни ликови породица Катић, добошар позива мештане да чују имена рањених, погинулих и несталих. Ту је Аћим Катић, бивши радикалски првак и сеоски газда, са сином Ђорђем, трговцем, док је његов унук, Ђорђев син јединац Адам, на фронту. Ту је и Тола Дачић, први Аћимов комшија, сиромах и надничар. Четири сина је испратио у рат, а један је већ погинуо. На њихово огромно олакшање, Катића и Дачића нема на списковима.
Главни ликови из породице Катић су и Аћимов старији син Вукашин, опозициони политичар, Вукашинова жена Олга, која касније одлази да волонтира у Ваљевској болници, и њихова деца Иван и Милена. Иван се вратио из Париза да би био један од 1300 каплара, док је Милена такође добровољац у Ваљевској болници.

## Улоге

### Главне улоге
| Глумац                  | Улога                               |
| ----------------------- | ----------------------------------- |
| Жарко Лаушевић          | Живојин Мишић                       |
| Предраг Манојловић      | Аћим Катић                          |
| Драган Мићановић        | Вукашин Катић                       |
| Слободан Нинковић       | Тола Дачић                          |
| Нина Јанковић           | Олга Катић                          |
| Горан Шушљик            | Лука Бог                            |
| Милан Марић             | мајор Гаврило Станковић             |
| Теодора Драгићевић      | Милена Катић                        |
| Андреј Њежић            | Иван Катић                          |
| Филип Станковски        | Богдан Драговић                     |
| Чубрило Чупић           | Адам Катић                          |
| Павле Менсур            | Бора Луковић "Пуб"                  |
| Денис Мурић             | Алекса Дачић                        |
| Радован Вујовић         | Михајло Радић                       |
| Светозар Цветковић      | Никола Пашић                        |
| Војислав Брајовић       | војвода Радомир Путник              |
| Алексеј Бјелогрлић      | Данило Протић "Историја"            |
| Славко Штимац           | Ђорђе Катић                         |
| Исидора Симијоновић     | Душанка                             |
| Ирфан Менсур            | професор Зарија                     |
| Јово Максић             | Драгутин                            |
| Андрија Милошевић       | Најдан Тошић                        |
| Никола Ракочевић        | Паун Алексић                        |
| Драган Ђорђевић         | Душан Глишић                        |
| Хаџи Ненад Маричић      | Хаџић                               |
| Иван Исаиловић          | Јевтић                              |
| Павле Веселиновић       | Тричко "Македонац"                  |
| Љубиша Савановић        | Сава Марић                          |
| Бојан Жировић           | Коста Думовић                       |
| Предраг Бјелац          | доктор Сергејев                     |
| Ленка Петровић          | Наталија Думовић                    |
| Андреј Шепетковски      | пуковник Миливоје Анђелковић Кајафа |
| Саша Торлаковић         | пуковник Милош Васић                |
| Милан Чучиловић         | пуковник Љуба Милић                 |
| Александар Димитријевић | регент Александар Карађорђевић      |
| Михајло Ђоровић         | Душан Казанова                      |
| Милена Предић           | Петрана                             |
| Ненад Пећинар           | Драгутин Димитријевић Апис          |
| Душко Радовић           | Степа Степановић                    |
| Калина Ковачевић        | госпођа Стефановић                  |
| Вукашин Јовановић       | Милоје Дачић                        |
| Ана Рудакијевић         | Косара                              |
| Бранка Шелић            | Лујза Мишић                         |
| Милица Михајловић       | Анђелија Мишић                      |
| Виктор Савић            | мајор Гавриловић                    |
| Марко Марковић          | мајор Савић                         |
| Љиљана Благојевић       | Милунка                             |
| Милош Ђуровић           | Мирко Царић                         |
| Александар Гајин        | Павле Јуришић Штурм                 |
| Радомир Николић         | пуковник Павловић                   |
| Иванка Николић          | Радинка                             |
| Миодраг Пејковић        | Радојко                             |
| Даниел Сич              | доктор Пантелић                     |
| Стефан Трифуновић       | Спасић                              |
| Ања Ћурчић              | Стамена                             |
| Павле Чемерикић         | Станислав Винавер                   |
| Ненад Поповић           | Шунто Златиборац                    |
| Михајло Лаптошевић      | Крста Смиљанић                      |
| Небојша Прибићевић      | Урош Бабовић                        |

### Споредне улоге
| Глумац                 | Улога                          |
| ---------------------- | ------------------------------ |
| Игор Филиповић         | Аврам Винавер                  |
| Растко Мићић           | благајник Срећко               |
| Матија Ристић          | болничар                       |
| Милица Јанковић        | Каћа                           |
| Гордана Тасић          | госпођа Предолац               |
| Даница Радуловић       | Инглис                         |
| Марко Грабеж           | поручник Филип Симић           |
| Вања Милачић           | Надежда Петровић               |
| Драган Божа Марјановић | Огист Боп                      |
| Лука Потпарић          | Славко                         |
| Бранислав Зеремски     | Бербер                         |
| Саша Али               | Шверцер                        |
| Тамара Радовановић     | Певачица                       |
| Владимир Јоцовић       | помоћник Брка                  |
| Иван Михаиловић        | посилни Тома                   |
| Предраг Павловић       | Прота Божидар                  |
| Татјана Венчеловски    | Селена                         |
| Огњен Никола Радуловић | Сибин                          |
| Бојана Стојковић       | Рушка                          |
| Тамара Шустић          | пуковница Ружа                 |
| Франо Ласић            | Де Греј                        |
| Бранислав Платиша      | Андра Николић                  |
| Лазар Ђукић            | Меламед Албахари               |
| Тара Милутиновић       | капетаница Анка                |
| Весна Станковић        | Анђа Дачић                     |
| Милош Анђелковић       | апотекар Белић                 |
| Дејан Деспотовић       | аустријски рањеник 1           |
| Душан Павловић         | аустријски рањеник 2           |
| Мирјана Терзић         | Бака                           |
| Урош Кочовић           | Барби                          |
| Небојша Вранић         | Барон Сквити                   |
| Милан Куч              | бегунац са Маљена 1            |
| Филип Ивановић         | бегунац 2                      |
| Владимир Арсић         | бегунац 3                      |
| Немања Митровић        | бегунац 4                      |
| Ненад Гвозденовић      | Богосав                        |
| Ђорђе Митровић         | Болесник                       |
| Милан Бобић            | болничар Паја                  |
| Петар Петровић         | Болничар                       |
| Тамара Милчић          | болничарка                     |
| Андрија Митић          | Босанац 1                      |
| Јован Живковић         | Босанац 2                      |
| Данило Миленковић      | Босанац 3                      |
| Александар Тадић       | Мишићев брат                   |
| Милан Поповић          | бркати рањеник                 |
| Братислав Здравковић   | Цвијовић                       |
| Дуња Станковић         | Даница                         |
| Милица Глоговац        | девојка у Скопљу               |
| Александра Плахин      | девојка у Скопљу               |
| Софија Николић         | девојчица                      |
| Симеон Циврић          | дечак у белој кецељи           |
| Петар Ћирица           | Димитрије Лепенац              |
| Симона Арсенијевић     | Добрила                        |
| Лорен Руи              | др Ембер                       |
| Филип Бертинчампс      | др Хиршфелд                    |
| Мирослав Фабри         | др Војтех                      |
| Предраг Јовановић      | др Шарл Гарен                  |
| Богдан Костић          | Драгиша                        |
| Стефан Јуанин          | Драгиша Илић Крвопија          |
| Млађен Црквењаш        | дућанџија                      |
| Миљан Прљета           | Енес                           |
| Огњен Малушић          | Гаврило Принцип                |
| Ангелина Лукић         | газдарица                      |
| Синиша Максимовић      | генерал Бојовић                |
| Предраг Коларевић      | генерал Михајло Живковић       |
| Вукашин Митровић       | Гојко Книњанин                 |
| Предраг Грбић          | градоначелник Горњег Милановца |
| Милић Никодијевић      | Гвозден                        |
| Владимир Грбић         | Ханс Хеглер                    |
| Павле Пекић            | Хантер                         |
| Славиша Ћуковић        | Јаков                          |
| Наталија Степановић    | Јелка                          |
| Петар Михаиловић       | Јован Јовановић                |
| Александар Алексић     | капетан Лазаревић              |
| Будимир Стошић         | каплар Будимир                 |
| Бојан Цветковић        | кмет                           |
| Ђорђе Марковић         | кнез Трубецки                  |
| Милош Танасковић       | командант пука                 |
| Александар Лазић       | командант                      |
| Драган Божић           | командир                       |
| Милан Стаменковић      | коморџија 1                    |
| Андрија Стојковић      | коморџија 2                    |
| Драгиша Косара         | комшија Ниш                    |
| Биљана Михајловић      | комшиница Ниш                  |
| Анета Томашевић        | конобарица                     |
| Ивана Велиновић        | Косанка                        |
| Виктор Радишић         | Коста - 7 година               |
| Владислав Михаиловић   | поручник Смиљанић              |
| Милош Лазић            | Лекар                          |
| Бранко Перишић         | Леви                           |
| Дејан Цицмиловић       | Љуба Давидовић                 |
| Угљеша Спасојевић      | Лукић                          |
| Страхиња Бичанин       | мајор Дуњић                    |
| Петар Милуновић        | Милош Ракић                    |
| Цветко Новаковић       | млади сељак                    |
| Данило Милић           | младић међу лешевима           |
| Душан Јакишић          | Мујо                           |
| Срђан Миљковић         | мушкарац из избегличке         |
| Мирослав Крстић        | наредник 1                     |
| Александар Трмчић      | наредник 2                     |
| Милан Новаковић        | наредник Сувобор               |
| Сара Радојковић        | Наталијина другарица           |
| Маја Колунџија Зорое   | Наталијина мајка               |
| Мартина Илић           | Наталијина сестра - 5 година   |
| Иван Томић             | начелник санитета              |
| Никола Кнежевић        | Немац                          |
| Маша Миладиновић       | Невена                         |
| Никола Марковић        | Новаковић                      |
| Миодраг Станковић      | новинар                        |
| Ратко Игњатов          | официр 1                       |
| Владимир Максимовић    | официр 2                       |
| Ненад Петровић         | официр 3                       |
| Александар Крстић      | официр 4                       |
| Жељко Нађ              | официр 5                       |
| Бојан Вукеновић        | опозиционар                    |
| Александар Јеленић     | ордонанс Дуњића                |
| Милан Божић            | ордонанс краља Петра           |
| Немања Бајић           | ордонанс Сувобор               |
| Јован Мијовић          | Палигорић                      |
| Владимир Влајић        | пандур                         |
| Борис Постовник        | Перкинс                        |
| Зоран Крњајић          | Вукоман Арачић                 |
| Лука Јовановић         | Петар изолација                |
| Бојан Вељовић          | потпуковник Нешић              |
| Милорад Миљковић       | поручник                       |
| Милан Вељковић         | поручник Будак                 |
| Петар Миљуш            | поручник Сандић                |
| Стефан Старчевић       | Посилни Лукин                  |
| Владимир Цвејић        | посланик 1                     |
| Сабит Шудић            | посланик 2                     |
| Александар Михаиловић  | посланик Ђукић                 |
| Марко Тодоровић        | потпоручник                    |
| Петар Петровић         | поштар Ниш                     |
| Војислав Вујовић       | пријатељ                       |
| Јанко Магловски        | продавац 1                     |
| Срећко Јанићијевић     | продавац 2                     |
| Никола Ђорђевић        | продавац лекова 1              |
| Ивица Тимчић           | продавац лекова 2              |
| Драган Лончар          | продавац лекова 3              |
| Александар Волић       | продавац лекова 4              |
| Милорад Маркагић       | продавац лекова 5              |
| Марина Максимовић      | продавачица                    |
| Данило Михњевић        | пролазник Ниш                  |
| Љубиша Баровић         | пуковник                       |
| Ненад Ћирић            | пуковник санитета              |
| Зоран Ненадић          | Душан Стефановић               |
| Александар Милеуснић   | Радоје добошар                 |
| Милан Пеливановић      | Радован изолација              |
| Стефан Марковић        | рањеник 1                      |
| Давид Вефић            | рањеник 2                      |
| Новица Милосављевић    | рањеник 3                      |
| Лука Радосављевић      | рањеник 4                      |
| Александар Илић        | рањеник 5                      |
| Предраг Грујић         | рањеник 6                      |
| Марко Лазић            | рањеник 7                      |
| Урош Папић             | рањеник 8                      |
| Недељко Тепавчевић     | рањеник 9                      |
| Саша Радојковић        | аустроугарски рањеник          |
| Зоран Страка           | Салтиков                       |
| Дејан Петошевић        | санитетски официр              |
| Александар Маринковић  | Саво Вулетић                   |
| Синиша Ђорђевић        | Сељак 1                        |
| Зоран Живковић         | Сељак 2                        |
| Зорица Лесковац        | Сељанка чарапе                 |
| Лазар Тасић            | Сима Пљакић                    |
| Обрад Максимовић       | скретничар Крагујевац          |
| Слађана Стојковић      | Мишићева снаја                 |
| Петар Н. Петровић      | Спасоје                        |
| Горан Станковић        | Сретен                         |
| Мила Шуша              | Сретенова снаја                |
| Зорица Милошевић       | Сретенова жена                 |
| Александра Симић       | Стаменина свекрва              |
| Андреј Јововић         | Станислав изолација            |
| Никола Петровић        | Станко                         |
| Зоран Карајић          | старац 1                       |
| Дејан Милошевић        | старац 2                       |
| Бојан Милорадовић      | стражар                        |
| Алекса Нинчић          | стражар 2 Скопље               |
| Ђорђе Николић          | стражар прва дивизија          |
| Реља Јововић           | Светислав                      |
| Чарни Ђерић            | Томић                          |
| Ненад Добривојевић     | Траилеску                      |
| Весељко Белушевић      | учитељ Мионица                 |
| Часлав Ристић          | учитељ у пензији               |
| Микица Петронијевић    | Ваљевац                        |
| Ана Павловић           | Ваљевка                        |
| Владан Чалија          | Величко изолација              |
| Тоња Гаћина            | Верица                         |
| Драган Глигоријевић    | Видоје                         |
| Магди ел Асраг         | Винка                          |
| Аврам Цветковић        | Владимир                       |
| Милан Ђокић            | Воја                           |
| Ивица Тодоровић        | Војкан                         |
| Горан Ивановић         | војник 1                       |
| Александар Стојић      | војник 2                       |
| Александар Стевановић  | војник 3                       |
| Габријел Бећаревић     | војник 4                       |
| Страхиња Јаношевић     | војник 5                       |
| Немања Илијић          | војник 6                       |
| Саша Ђурашевић         | војник 1 Сувобор               |
| Петар Кокиновић        | војник 2 Сувобор               |
| Јован Јевтић           | војник 3 Сувобор               |
| Милош Антић            | војник 4 Сувобор               |
| Радосав Јањић          | војник 4 Сувобор               |
| Душан Ђерић            | војник 5 Сувобор               |
| Стефан Кресовић        | војник Мионица                 |
| Ненад Симеуновић       | војник - пут ка Ваљеву         |
| Дејан Карлечик         | војник Скопље - стражар        |
| Урош Станковић         | војник 1 Маљен                 |
| Новак Пулетић          | војник 2 Маљен                 |
| Никола Угриновић       | војник Ваљевске болнице        |
| Милош Милошевић        | возач аутомобила               |
| Стеван Шербеџија       | заробљеник 1                   |
| Светозар Бабић         | заробљеник 2                   |
| Тодор Трифуновић       | заробљеник Ваљево              |
| Стефан Вукић           | Здравко                        |
| Тања Милеуснић         | Зорка                          |
| Дејан Гоцић            | Чапрашников                    |
| Радоман Човић          | чича 1                         |
| Мирослав Савић         | чича 2                         |
| Јанко Радишић          | човек 1                        |
| Бранимир Аћимовић      | човек 2                        |
| Слободан Тешић         | Ђурић                          |
| Саша Станковић         | шофер Најданов                 |
| Марко Чупић            | жандарм                        |
| Данијела Шошкић        | жена Прерово                   |
| Душица Радојичић       | жена 1                         |
| Марија Маричић         | жена 2                         |
| Марија Миладиновић     | жена Црвени крст               |
| Марија Станковић       | жена са бебом                  |
| Мира Симић             | жена у црнини                  |
| Стево Самарџић         | Живанчевић                     |
| Никола Јонић           | Живојин Мишић - дечак          |
| Андрија Динић          | Живојин Мишић - 20 година      |
| Алекса Грујичић        | жандарм Илија                  |
| Николија Стојковић     | жена Горњи Милановац           |
| Александра Стојановић  | жена Мионица                   |
| Љиљана Живић           | жена која копа раку            |
| Виолета Пешић          | жена запаљено село             |
| Небојша Ђорђевић       | војник Паун                    |
| Данило Петровић        | ордонанс који доноси чин       |
| Ђорђе Ерчевић          | ордонанс Ђорђе                 |
| Здравко Јовановић      | ордонанс Бајић                 |
| Душан Ђорђевић         | Драгиша изолација              |
| Даворин Динић          | хрватски официр                |
| Миливој Петровић       | капетан коњаник                |
| Милош Паовић           | командир Сувобор               |
| Александар Шишета      | немачки рањеник                |
| Радоје Чанчаревић      | поручник Ваљевске болнице      |
| Владислав Михаиловић   | поручник Смиљанић              |
| Горан Мирковић         | рањеник 1 Сувобор              |
| Александар Мијајловић  | рањеник 2 Сувобор              |
| Драган Анчевски        | сељак на путу за Ваљево        |
| Горан Стојичић         | сељак Ваљевска болница         |
| Наталија Гелебан       | сељанка Маљен                  |
| Драгана Радосављевић   | сељанка - Ваљевска болница     |
| Слободан Ристић        | српски коњаник 1               |
| Саша Крњајић           | српски коњаник 2               |
| Бранко Антонић         | старац Ваљево                  |
| Ненад Станисављевић    | војник 1 Таково                |
| Марко Божиновић        | војник 2 Таково                |
| Иван Благојевић        | војник 3 Таково                |
| Бранислав Мијатовић    | војник 4 Таково                |
| Никола Бошковић        | војник 5 Таково                |
| Страхиња Марковић      | Здравко дечак                  |
| Ленка Тешић            | млада болничарка               |
| Татјана Поповић        | сељанка                        |

## Епизоде
| Бр. у серији | Бр. у сезони | Назив                                                              | Редитељ       | Сценариста              | Премијерно емитовање |
| --- | ------------ | ------------------------------------------------------------------ | ------------- | ----------------------- | -------------------- |
| 1 | 1            | Убиство Франца Фердинанда и објава рата Србији                     | Иван Живковић | Сања Савић Милосављевић | 4. март 2024.        |
| Гаврило Принцип извршава атентат на Франца Фердинанда у Сарајеву. Аустроугарска објављује рат Србији. Након првих победа српске војске на Церу, остарели Аћим и Ђорђе Катић прате унука и сина Адама у војску. Недуго затим, у Прерово стижу вести о настрадалима; Адам није међу њима. Тола је изгубио једног од четворице синова. Вукашин Катић је са супругом Олгом у избеглиштву у Нишу. Никола Пашић га позива на састанак, што у њему евоцира успомене на први сусрет који му је умногоме помогао да се политички формира, као Пашићев опозиционар. Аћиму стиже Адамово писмо. Његова главна преокупација је коњ Драган или барем тако прикрива интересовање за Наталију, кћерку учитеља Косте. Тола и Ђорђе, не могавши да издрже неизвесност, одлучују да крену на фронт и потраже синове. Наталија добија писмо од Богдана, свог младића, младог комунисте и друга Ивана Катића, Вукашиновог сина, кога Аћим никада није упознао. Олга прима писмо од кћерке Милене, у Ваљевској болници. Сазнаје да је заљубљена у неког рањеника. Вукашин долази код Пашића. Сазнаје да је Србија добила ултиматуме са свих страна и да је на измаку снага. Путник је заказао састанак Владе са Врховном командом у Ваљеву, на који Пашић позива и Вукашина, као представника опозиције. Једна од тема састанка је и слање на фронт ученика из скопске касарне, међу којима је и Вукашинов син Иван... |              |                                                                    |               |                         |                      |
| 2 | 2            | Суочавање са истинским непријатељем; Вукашиново путовање у Ваљево  | Иван Живковић | Сања Савић Милосављевић | 5. март 2024.        |
| Потпуковник Глишић истражује ко је претходне ноћи бацио теглу на, међу ђацима омраженог, потпоручника Илића званог Крвопија. Олга сазнаје за гласине које колају по Нишу да Врховна Команда планира да пошаље ђаке у рат. Сматра да Вукашин треба да тражи протекцију за слабовидог Ивана, али Вукашин то категорички одбија. Богдан, у жељи да спасе Ивана и остале у чети од казне, али и да се докаже, признаје да је он гађао Крвопију теглом. Другови, међу којима су Станислав Винавер, Данило Историја и Бора Пуб имају подељена мишљења о Ивану; неки га бране, други називају татиним сином. Тола и Ђорђе стижу у Ваљево, траже синове. Вукашин долази у Ваљево на састанак Врховне Команде којим председава престолонаследник Александар. Иако генерали износе катастрофалне чињенице по питању стање војске, мир са Аустроугарском не долази у обзир. Мишић се супротставља свима и одлучно брани своје ставове. Вукашин се залаже да се прихвате савезнички захтеви... |              |                                                                    |               |                         |                      |
| 3 | 3            | Скандали, љубав и очај у Ваљевској болници; Тајне разоткривене     | Иван Живковић | Сања Савић Милосављевић | 6. март 2024.        |
| Вукашин проналази Милену у Ваљевској болници. Иако Вукашин инсистира, Милена одбија да крене са њим у Ниш. Вукашин среће Ђорђа испред болнице; Ђорђе га моли да спасе Адама, Вукашин говори да не може, али се Ђорђе свеједно наљути. Вукашин одлази у посету Живојину Мишићу. Мишић му говори да је паметно говорио на састанку, али да се народ не слаже са њим. Богдан је у затвору. Као млади социјалиста, инати се Глишићу, због чега добија батине. Олга и Вукашин, сазнавши да ће Ивана упутити у рат, проводе бесану ноћ. Пашић среће Вукашина, дајући му писмо којим ће спасити Ивана - наредбу да Иван не иде фронт. Иван одлази код Глишића и говори му да је Богдан признао дело да би га спасао. Глишић, сазнавши да ће ђачки батаљон бити упућен на фронт, саопштава збуњеном Ивану да је слободан. Милена остаје у Ваљеву како би неговала најтеже пацијенте. Од Душанке сазнаје да је Владимир, младић у којег је заљубљена, довезен у болницу и да је рањен у главу... |              |                                                                    |               |                         |                      |
| 4 | 4            | Раскрсница љубави и губитка                                        | Иван Живковић | Сања Савић Милосављевић | 7. март 2024.        |
| Ђаци су се разишли по Скопљу пред одлазак на фронт: Богдан и Иван разговарају о животу, љубави и друштвеном систему, Бора јури коцку а Данило жене. Наталија чита комшиницама писма са фронта. Иван Косари у кафани приповеда своју младалачку љубав; она га сажаљева. Наталији стиже телеграм од Богдана да ће сутрадан бити у Крагујевцу; Наталија се спрема да иде да га сачека. Отац и мајка јој се не буне, напротив, припремају је за одлазак. Косара води пијаног Ивана да преноћи код ње. Сажаљева га што иде на фронт. Проводе ноћ заједно. Пред зору, ђаци се окупљају пред касарном. Наталија се буди пред полазак у Крагујевац. Пред сам полазак, по Наталију долази Сретен, чија жена се порађа. Наталија жури на воз, али прихвата да помогне. Дете се рађа мртво, а Наталија касни на скелу која треба да је превезе на воз за Крагујевац. Гази у реку да стигне скелу, али схвата да неће успети... |              |                                                                    |               |                         |                      |
| 5 | 5            | Трагови љубави, путовање ка Крагујевцу и изгубљени тренуци         | Иван Живковић | Сања Савић Милосављевић | 11. март 2024.       |
| Аћим среће Наталију која се враћа након што је пропустила скелу. Он јој даје своје чезе да иде за Крагујевац и сретне се са Богданом. С њом креће Толин најмлађи син Здравко. Воз из Скопља стиже у Ниш. Иван се налази са Олгом. Живојин Мишић долази кући како би се спаковао:саопштава жени Лујзи да је именован за команданта Прве армије. Посећује га Вукашин. Констатују да ће Иван бити под његовом командом. Вукашин му не даје Пашићево писмо. Иван се растаје са мајком. Говори јој да има девојку Косару у Скопљу. Међутим, прећути да је старија од њега и да је проста жена, хвали је како би угодио Олги. Каплари долазе у Крагујевац. Иван се среће са Вукашином. Богдан неуспешно тражи Наталију, разочарава се схвативши да се није појавила. Наталија лута, једва проналази пут за Крагујевац, упада у глиб. Иван проводи ноћ на вечери са Вукашином и пријатељима. Ујутро креће за Крагујевац. Наталија успева да стигне, али прекасно... |              |                                                                    |               |                         |                      |
| 6 | 6            | Сећања и снага; Мишићева лична битка за војску                     | Иван Живковић | Сања Савић Милосављевић | 12. март 2024.       |
| Наталија се враћа у Прерово. Говори Аћиму да је срела Вукашина и да мисли да ће га посетити. Вукашин се налази са Олгом. Говори јој да Мишићу није дао Пашићево писмо. Иако је то против његових очекивања, она га подржава у томе. Генерал Мишић путује на фронт. На путу среће избеглице које беже пред аустроугарском војском, али и Алексу Дачића док узима гуску од сељанке. Спашава војника Драгутина који му постаје посилни. Мишић затим долази у кафану у Мионици где је привремено смештена команда Прве армије. Рањени генерал Бојовић му предаје команду. Алекса се враћа у чету Луке Бога. Општи хаос међу војском и избеглицама кулминира на мосту преко Рибнице. Мишић решава проблем, одлази међу војнике и бодри их. Војници прво с неверицом слушају шта им Мишић говори, али мало по мало, задобија њихову наклоност Док војска повраћа свој морал, Мишић се сећа детињства у Мионици. Сећања му дају додатну снагу за борбу. |              |                                                                    |               |                         |                      |
| 7 | 7            | Време је за напад                                                  | Иван Живковић | Сања Савић Милосављевић | 13. март 2024.       |
| Средина је новембра 1914, приближава се зима. Генерал Мишић захваљујући Драгутину испитује стање у српској војсци. Адам међу избеглицама примећује лепотицу Косанку. Бака јој не да да се задржава са војником, па Косанка обећава Адаму да ће га чекати поред цркве у селу где ће заноћити током збега. Мишић добија депешу да се непријатељска војска све више приближава. У даљини се чује битка. Напуштају Мионицу. Адам бежи у потрази за девојком док га Станко покрива. Пролази кроз села, тражи Косанку међу избеглицама, али је не проналази. Разочаран се враћа у чету. Воде се љуте борбе. Чета Луке Бога у којој је Алекса, бори се на падини поред Баћинца. Славко предлаже Алекси да дезертирају али Алекса одбија. Лука Бог наређује да се чувају борбени положаји, по Мишићевом наређењу. Славко моли Алексу да га рани у ногу како би се извукао што Алекса прихвата. Мишић добија депешу да је аустроугарска војска прогласила победу над Србијом. Схвата је сада време за напад. |              |                                                                    |               |                         |                      |
| 8 | 8            | Судбине на раскршћу; Писма, сусрети и одлуке на првом фронту       | Иван Живковић | Сања Савић Милосављевић | 14. март 2024.       |
| Каплари долазе на фронт. Мишић добија вест да ће их престолонаследник Александар посетити на фронту. Данило види лепу сељанку Стамену, чији свекар га са пријатељима позива на вечеру. Богдан моли комшију Ваљевца да пошаље писмо за Наталију. Иван му се поверава да га је страх прве битке. Данило, Тричко, Душан и Бора се часте у кући Стамениног свекра. Душан одлази са Стаменом; Данило то примећује. Данило проводи ноћ са Стаменом, док Бора има кошмар - призор из детињства. Сви се успавају. пропуштају посету престолонаследника Александра и одмах бивају упућени на фронт. Мишић слави вест о првој победи на Баћинцу. Данило и Бора, на путу према фронту, налазе жену са два детета: девојчицом коју држи за руку и мртвим дечаком, убијеним у колевци; помажу јој да га сахрани. Богдан и Иван долазе у чету код мајора Станковића. Наталија добија Богданово писмо у којој јој говори да је оставља. |              |                                                                    |               |                         |                      |
| 9 | 9            | Ситуација са војницима се погоршава                                | Иван Живковић | Сања Савић Милосављевић | 18. март 2024.       |
| Ивана и Богдан долазе у чету Луке Бога. Бора, Душан и Данило се још увек пробијају ка својој чети. Мишић Путнику износи стратегију заштите Сувобора. Душан Бори враћа сат који му је одузео у покеру. Богдан креће у прву битку под командом Луке Бога. Богдан се саплиће и пада док његови другови јуришају; опхрва га страх. Иван се у рову упознаје са Савом Митрићем, сељаком, који му помаже да се снађе и преживи у бици. Лука Бог проналази Богдана, не верује му да је контузован, препознаје само да се уплашио, али му говори да ће ћутати. Богдан дели тајне војницима, налази се са Иваном. Мишић добија све горе извештаје са фронта. Ситуација се погоршава, војска је без намирница и муниције. Иван и Богдан одлазе на рапорт код мајора Станковића; Станковић их срдачно дочекује, пун разумевања. Говори им да је њихов главни задатак да поврате животну снагу измученим војницима. Станковић тражи добровољца осматрача; Богдан се пријављује... |              |                                                                    |               |                         |                      |
| 10 | 10           | Суочавање с реалношћу                                              | Иван Живковић | Сања Савић Милосављевић | 19. март 2024.       |
| Борба се наставља. Мишић сазива официре да их пита за савет. Они добровољно прихватају да буду распоређени у чете. Мишићу то даје нову снагу. Богдан са осматрачнице даје инструкције о положајима непријатељске артиљерије. Граната обара стабло са којег осматра. Магла спречава повратак војске Адам добија наређење за напад бајонетом. У бици, покушава да спасе рањеног друга Јакова, али одустаје, јер му је вољени коњ Драган побегао. Мишић добија лоше извештаје са фронта. Адам тражи коња, али не успева да га нађе; покушава да спасе Јакова, али он умире. Бора и Данило се срећу са бегунцима и очајницима; илузије им се руше. Данило моли Бору да, уколико не преживи, после рата оде код његових и каже им да је био јунак; Бора то резигнирано прихвата. Мишић добија вест да је од савезника у Солун стигла помоћ у вредности од 50 хиљада граната. На свим фронтовима се воде љуте борбе. Иако је српска војска исцрпљена, војници схватају да је и аустроугарска војска на измаку снага. |              |                                                                    |               |                         |                      |
| 11 | 11           | Српска одбрана на ивици колапса                                    | Иван Живковић | Сања Савић Милосављевић | 20. март 2024.       |
| Аустроугарска војска прелази у офанзиву. Српска војска трпи губитке на свим фронтовима. Мишић врши притисак на команданте дивизија да не одустају од одбране. Стижу савезничке гранате. Првобитно одушевљење убрзо бива растурено сазнањем да не одговарају српским топовима. Војници су незадовољни строгим понашањем Луке Бога; неки од њих организују побуну. Алекса пристаје да му се супротставе, али није за то да га убију. Иван и Богдан се буне Луки Богу, али их овај избацује; недуго затим, неко је убио Луку Бога. Богдан и Иван, као водници чета, покушавају да испитају ко га је упуцао, али војници прикривају убицу. Митраљез туче са брда. Богдан и Алекса крећу на њега. Нападају митраљеско гнездо и освајају га. Тола среће Мишића. |              |                                                                    |               |                         |                      |
| 12 | 12           | Припреме и очекивања: Мишићева стратегија пред офанзиву            | Иван Живковић | Сања Савић Милосављевић | 21. март 2024.       |
| Војници сахрањују Луку Бога. Путник долази код Мишића на фронт. Мишић му говори да је издао наређење о повлачењу на положаје око Горњег Милановца без дозволе Врховне команде. Успоставља везу са престолонаследником Александром. Иако се првобитно противи, ипак попушта пред Мишићевим аргументима. Бора излази из рова; затиче аустроугарске војнике за доручком; и једни и други су изненађени, ипак започиње пушкарање. И до њих долази наређење о повлачењу. Мишић смешта команду у згради милановачке општине. Адам, стално у некој потрази, среће Толу. Говори му да је у бици изгубио коња Драгана. Из Крагујевца стижу преправљене гранате. Мишић се састаје са командантима дивизија. На фронтовима је затишје пред офанзиву. |              |                                                                    |               |                         |                      |
| 13 | 13           | Напетост и акција: Алексина извидница и напад на митраљеско гнездо | Иван Живковић | Сања Савић Милосављевић | 25. март 2024.       |
| Српска војска је концентрисана око Горњег Милановца. Команда припрема напад, Тола се распитује за синове, али и свира војницима и храбри их. Због тога га спроводе Мишићу и он се по трећи пут среће с њим. Адам је незадовољан коњем којег су му доделили; откупљује наредниковог, јачег. Адам тражи преноћиште код Радинке која се представља као баба. Данило и Бора се налазе са друговима из Скопља. Схвативши да је Радинка млада жена која се представља за старицу да би сачувала част, Адама спопада пожуда и он спава са Радинком. Међу војнике долази вест о нападу у зору. Адама проналазе захваљујући коњу везаном испред Радинкине куће. Креће у битку. Алекса креће у извидницу и у напад на митраљеско гнездо. Осваја га, схвативши да је у аустроугарској војсци Србин из Босне. |              |                                                                    |               |                         |                      |
| 14 | 14           | Конфликт интереса: Мишићева одлука против наредби Врховне команде  | Иван Живковић | Сања Савић Милосављевић | 26. март 2024.       |
| Све је спремно за битку. Мишић се моли. Чују се српски топови; почиње јуриш. Иван губи наочаре, али му Сава помаже да се снађе. Мишић у штабу добија прве информације о напредовању српске војске. Адам са коњицом креће у напад. Задобија рану, али не само да успева да се опорави, већ заробљава десетину непријатељских војника. После јуриша, Данило говори Бори да је рањен. Бора му помаже да га превију, али Данило не жели да се заустави, већ рањен креће у нови јуриш. Изнемогао и слаб, задобија повреду од које умире. Мишић добија инструкцију од Путника да се заустави на Сувобору, иако жели да настави продор до Колубаре. Миливоје Анђелковић Кајафа жели да настави офанзиву, Мишић га у томе подржава иако је то супротно наредби Врховне команде. Током повлачења, Иванова чета покушава да спасе цивиле које непријатељска војска држи као таоце. Настаје пушкарање, након што се смири, Алекса схвата да је Иван нестао... |              |                                                                    |               |                         |                      |
| 15 | 15           | Адамова потрага: Губитак, нада и одлучност на фронту               | Иван Живковић | Сања Савић Милосављевић | 27. март 2024.       |
| Мишић добија депешу којом га Врховна команда унапређује у чин војводе. Адам се враћа у своју чету доводећи заробљенике. Урош му говори да је видео његовог изгубљеног коња како је отишао према Колубари. Адам одлучује да крене у потрагу. Мишић пролази кроз опустошена села. Народ је раслабљен и изнурен а и војници. Адам среће Милену. Олга и Вукашин трагају за Иваном на списковима заробљеника. Мишић одбија да иде на параду поводом прославе победе на Сувобору. Адам, у потрази за коњем, избија све до Дрине. Аустроугарска војска за собом убија коње Адам не зна да ли је међу њима и његов коњ Драган. Мишић неочекивано одлази код брата на посету. Тамо га налази Вукашин који је пошао у потрагу за Иваном. Мишић добија вест да се међу војском појавио пегави тифус. |              |                                                                    |               |                         |                      |
| 16 | 16           | „Епизода 1.16”                                                     | Иван Живковић | Ђорђе Милосављевић      | 16. децембар 2024.   |
| Вукашин безуспешно тражи Ивана по Маљену, а Најдан у Нишу доноси својој сестри Олги вести да јој је син у заробљеништву. Поручник Михајло Радић одлучује да отпутује из Београда, не би ли као лекар помогао у болницама близу фронта и пренесе начелнику санитета своју забринутост за ширење заразе тифуса... |              |                                                                    |               |                         |                      |
| 17 | 17           | „Епизода 1.17”                                                     | Иван Живковић | Ђорђе Милосављевић      | 17. децембар 2024.   |
| Милена у Ваљевској болници упознаје Богдана, ратног друга њеног брата Ивана. Олга у Нишу дочекује Вукашина, који јој доноси вести о Ивану и Милени, док поручник Радић успева да у Крагујевцу добије прекоманду за Ваљево. На путу за Ваљево је и Тола Дачић, коме је у тамошњој болници смештен рањени син Милоје. |              |                                                                    |               |                         |                      |
| 18 | 18           | „Епизода 1.18”                                                     | Иван Живковић | Ђорђе Милосављевић      | 18. децембар 2024.   |
| Милена негује Богдана, док мајор Гаврило одлучно одбија ампутацију ноге. Олга одлучује да напусти Ниш и крене за Ваљево. Тола Дачић по тамошњој болници тражи сина Милоја, а на крагујевачкој железничкој станици срећу се поручник Михајло Радић и Олга Катић. Мајор Гавриловић добија истовремено понуду од Аписа и др Сергејева за операцију. |              |                                                                    |               |                         |                      |
| 19 | 19           | „Епизода 1.19”                                                     | Иван Живковић | Ђорђе Милосављевић      | 19. децембар 2024.   |
| Паун Алексић, који у Ваљеву води другу резервну болницу, дочекује страну делегацију трудећи се да ситуцију представи бољом него што јесте. Мајор Гаврило халуцинира и почиње да размишља о самоубиству, а пуковник Кајафа му предаје свој пиштољ. Поручник Радић и Олга се упознају током путовања из Крагујевца за Ваљево. У Ваљеву, Радићу додељују да преузме Другу резервну болницу... |              |                                                                    |               |                         |                      |
| 20 | 20           | „Епизода 1.20”                                                     | Иван Живковић | Ђорђе Милосављевић      | 23. децембар 2024.   |
| Поручник Михајло Радић стиже у 2 резервну болницу и бива шокиран затеченим стањем. Помоћ му нуде Тола Дачић, Милена Катић и њена мајка Олга, коју Михајло већ познаје. Незадовољан што је смењен, распусни и безобзирни Паун Алексић је спреман да Радићу само смета. У Нишу, Најдан тражи од свог зета Вукашина да Олгу и Милену што пре врати из Ваљева. Михајло Радић упозорава Мишића о епидемији тифуса. |              |                                                                    |               |                         |                      |
| 21 | 21           | „Епизода 1.21”                                                     | Иван Живковић | Ђорђе Милосављевић      | 24. децембар 2024.   |
| Поручник Радић се обраћа за помоћ војводи Мишићу и успева да организује достојну сахрану великог броја мртвих војника, који су до тада били просто остављени у кругу болнице. Милена се среће са својом професорком Надеждом Петровић, која је и сама добровољна болничарка. Олга добија писмо од Вукашина, који је зове назад у Ниш и одлучи да позив одбије јер жели да помогне болници и њеном новом управнику, поручнику Радићу. Потом помаже Милени да Богдана из болнице однесе кући, његовој мајци Петрани. |              |                                                                    |               |                         |                      |
| 22 | 22           | „Епизода 1.22”                                                     | Иван Живковић | Ђорђе Милосављевић      | 25. децембар 2024.   |
| Доводећи себе до ивице исцрпљености, поручник Радић поправља стање у 2 резервној болници. То води и његовом даљем зближавању са Олгом, која даје све од себе да му у послу помогне. Тола Дачић очајава што његов син Милоје није заинтересован за сопствено оздрављење. У Нишу, Вукашин предаје Најдану писмо у коме га Олга обавештава да остаје у Ваљеву. Олга признаје Михајлу да се плаши њиховог зближавања. |              |                                                                    |               |                         |                      |
| 23 | 23           | „Епизода 1.23”                                                     | Иван Живковић | Ђорђе Милосављевић      | 26. децембар 2024.   |
| Док поручник Радић коначно уводи ред у 2 резервну болницу, његов претходник добија унапређење. Упркос свом Толином труду, Милоје је на самрти. Олга одбија даље зближавање са Михајлом Радићем. У разговору са протом Божидарем, Михајло први пут почиње да преиспитује своје југословенске идеале. Паун Алексић бива најурен из болнице по добијеној прекоманди. |              |                                                                    |               |                         |                      |
| 24 | 24           | „Епизода 1.24”                                                     | Иван Живковић | Ђорђе Милосављевић      | 30. децембар 2024.   |
| Најдан долази у Ваљево не би ли убедио Олгу и Милену да крену са њим у Ниш, што обе одбијају. Негујући Надежду Петровић, оболи и Милена, која губи свест у кући Петране. Олга моли Михајла да помогне њеној ћерки, што он и чини. Убрзо у Ваљево стиже и Вукашин, до кога су стигле вести о ћеркиној болести. Помажући другима, разбољева се и Михајло... |              |                                                                    |               |                         |                      |
| 25 | 25           | „Епизода 1.25”                                                     | Иван Живковић | Ђорђе Милосављевић      | 2. јануар 2025.      |
| 26 | 26           | „Епизода 1.26”                                                     | Иван Живковић | Ђорђе Милосављевић      | 3. јануар 2025.      |
| Олга у Нишу добије писмо које јој је Иван послао из заробљеничког логора, а ускоро сазнаје да је у Нишу и поручник Михајло Радић. Пошто се сретну, разочарани Радић тражи да се врати назад за Ваљево - о његовој молби треба да одлучи унапређени Паун Алексић, који се у Нишу спрема за бекство на југ. Док чека прекоманду, Радић поново среће војника Десну. Алекса Дачић се у Прерову жени после повратка са фронта. |              |                                                                    |               |                         |                      |
| 27 | 27           | „Епизода 1.27”                                                     | Иван Живковић | Ђорђе Милосављевић      | 6. јануар 2025.      |
| 28 | 28           | „Епизода 1.28”                                                     | Иван Живковић | Ђорђе Милосављевић      | 7. јануар 2025.      |
| 29 | 29           | „Епизода 1.29”                                                     | Иван Живковић | Ђорђе Милосављевић      | 8. јануар 2025.      |
| 30 | 30           | „Епизода 1.30”                                                     | Иван Живковић | Ђорђе Милосављевић      | 9. јануар 2025.      |
| 31 | 31           | „Епизода 1.31”                                                     | Иван Живковић | Ђорђе Милосављевић      | 10. јануар 2025.     |